# Red velikosti (sila)
Ker je teža sila, se nekateri izmed spodnjih primerov sklicujejo na težo predmetov pri povprečnem težnem pospešku Zemlje (9,8 m/s2).

## Pod 1 N
| Red velikosti | SI predpona | Vrednost               | Zgled                                                                                |
| ------------- | ----------- | ---------------------- | ------------------------------------------------------------------------------------ |
| 10−47         |             | 3,6×10−47 N            | gravitacijska privlačnost med protonom in elektronom v atomu vodika                  |
| 10−30         |             | 8,9×10−30 N            | teža elektrona                                                                       |
| 10−26         |             | 1,6×10−26 N            | teža atoma vodika                                                                    |
| 10−24         | jokto- (yN) |                        |                                                                                      |
| 10−22         |             | 170 yN                 | sila, izmerjena v eksperimentu iz leta 2010 z vzbujanjem 60 ionov berilij-9          |
| 10−21         | zepto- (zN) |                        |                                                                                      |
| 10−18         | ato- (aN)   |                        |                                                                                      |
| 10−15         | femto- (fN) |                        |                                                                                      |
| 10−14         |             | ~10 fN                 | povprečna sila Brownovega gibanja na bakterijo E. coli v 1 sekundi                   |
| 10−14         | ~10 fN      | teža bakterije E. coli |                                                                                      |
| 10−12         | piko- (pN)  | ~4 pN                  | sila, potrebna za prekinitev vodikove vezi                                           |
| 10−12         | piko- (pN)  | ~5 pN                  | maksimalna sila molekularnega motorja                                                |
| 10−10         |             | ~160 pN                | sila, potrebna za prekinitev nekovalentne vezi                                       |
| 10−9          | nano- (nN)  | ~1.6 nN                | sila, potrebna za prekinitev kovalentne vezi                                         |
| 10−8          |             | 8.2×10−8 N             | sila na elektron v atomu vodika                                                      |
| 10−7          |             | 2×10−7 N               | sila med dvema 1 meter dolgima prevodnikoma na razdalji 1 meter - definicija ampera. |
| 10−6          | mikro- (μN) | 1–150 μN               | potisk ionskega pogona na Laser Interferometer Space Antenna                         |
| 10−3          | mili- (mN)  |                        |                                                                                      |
| 10−2          | centi- (cN) | 19-92 mN               | potisk ionskega pogona preizkušen na Deep Space 1                                    |

## 1 N in več
| Red velikosti | SI predpona     | Vrednost                                                          | Zgled |
| ------------- | --------------- | ----------------------------------------------------------------- | --- |
| newton (N)    |                 | 1 N                                                               | teža povprečnega jabolka                                                                                            |
| 10 N          |                 | 9.8 N                                                             | 1 kilopond, približna teža telesa z maso 1 kg pri nadmorski višini 0 m na Zemlji                                    |
| 102 N         |                 | 720 N                                                             | povprečna sila človeškega ugriza, izmerjena na kočnikih                                                             |
| 103 N         | kilo- (kN)      | 8 kN                                                              | največja sila, ki jo je dosegel dvigalec uteži                                                                      |
| 103 N         | kilo- (kN)      | 9 kN                                                              | sila ugriza odraslega ameriškega aligatorja                                                                         |
| 104 N         |                 | 16.5 kN                                                           | sila ugriza 5,2-metrskega sladkovodnega krokodila                                                                   |
| 104 N         | 18 kN           | ocena sile ugriza odraslega 6,1-metrskega belega morskega volka   | |
| 104 N         | 25.5 do 34.5 kN | ocena sile ugriza odraslega 6,7-metrskega sladkovodnega krokodila | |
| 105 N         |                 | 100 kN                                                            | povprečna sila varnostnega pasu in zračne blazine na potnika v avtomobilu, ki trči v mirujočo pregrado pri 100 km/h |
| 106 N         | mega- (MN)      | 1,8 MN                                                            | potisk Aerojet Rocketdyne RS-25 pri vzletu                                                                          |
| 106 N         | mega- (MN)      | 1,9 MN                                                            | teža največjega modrega kita                                                                                        |
| 107 N         |                 | 35 MN                                                             | potisk rakete Saturn V pri vzletu                                                                                   |
| 108 N         |                 | 570 MN                                                            | ocena sile sončne svetlobe na Zemljo                                                                                |
| 109 N         | giga- (GN)      |                                                                   | |
| 1012 N        | tera- (TN)      |                                                                   | |
| 1015 N        | peta- (PN)      |                                                                   | |
| 1018 N        | eksa- (EN)      |                                                                   | |
| 1020 N        |                 | 2,0×1020 N                                                        | gravitacijska privlačnost med Zemljo in Luno                                                                        |
| 1021 N        | zeta- (ZN)      |                                                                   | |
| 1022 N        |                 | 3,5×1022 N                                                        | gravitacijska privlačnost med Zemljo in Soncem                                                                      |
| 1024 N        | jota- (YN)      |                                                                   | |
| 1032 N        |                 | 2,25×1032 N                                                       | gravitacijska sila med Strelcem A* in Soncem                                                                        |
| 1044 N        |                 | 1,2×1044 N                                                        | Planckova sila |